# Joker Merida/Saison 2012
Dieser Artikel listet Erfolge und Fahrer des Radsportteams Joker Merida in der Saison 2012 auf.

## Erfolge in der UCI Europe Tour
| Datum    | Rennen                                       | Kat. | Sieger                  |
| -------- | -------------------------------------------- | ---- | ----------------------- |
| 21. Juni | Norwegische Meisterschaft – Einzelzeitfahren | NC   | Reidar Bohlin Borgersen |

## Platzierungen in UCI-Ranglisten
| UCI Continental Circuit | Platz |
| ----------------------- | ----- |
| UCI Europe Tour 2012    | 71    |

## Zugänge – Abgänge
| Zugänge              | Team 2011       | Abgänge                          | Team 2012                |
| -------------------- | --------------- | -------------------------------- | ------------------------ |
| Audun Brekke Fløtten | Ringeriks-Kraft | Vegard Stake Laengen             | Team Type 1-Sanofi       |
| Daniel Slåtto Gomnes | Ringeriks-Kraft | Frederik Wilmann                 | Christina Watches-Onfone |
| Eirik Kasa Jarlseth  | Ringeriks-Kraft | Ingar Stokstad                   | Unbekannt                |
| Kristoffer Skjerping | Neoprofi        | Svein Erik Vold (bis 31. Juli) 1 | Karriereende             |

## Mannschaft
| Name                      | Geburtstag       | Nationalität |
| ------------------------- | ---------------- | ------------ |
| Reidar Bohlin Borgersen   | 10. April 1980   | Norwegen     |
| Vegard Breen              | 8. Februar 1990  | Norwegen     |
| Vegard Robinson Bugge     | 7. Dezember 1989 | Norwegen     |
| Audun Brekke Fløtten      | 20. August 1990  | Norwegen     |
| Adrian Gjølberg           | 23. Februar 1989 | Norwegen     |
| Daniel Slåtto Gomnes      | 21. Juni 1991    | Norwegen     |
| Eirik Kasa Jarlseth       | 17. August 1990  | Norwegen     |
| Christer Jensen           | 19. Februar 1990 | Norwegen     |
| Mats Lohne                | 23. Oktober 1990 | Norwegen     |
| Christer Rake             | 19. März 1987    | Norwegen     |
| Stian Remme               | 4. Juni 1982     | Norwegen     |
| Kristoffer Skjerping      | 4. Mai 1993      | Norwegen     |
| Sondre Gjerdevik Sørtveit | 15. August 1988  | Norwegen     |